# Bơ hồ đào
Bơ hồ đào là hương vị khá nổi bật ở nước Mỹ được dùng làm kem, bánh ngọt và bánh quy. Hồ đào nướng, bơ và hương vani cùng kết hợp làm ra loại bánh nướng bơ hồ đào. Kem bơ hồ đào là loại kem vani mịn, có vị bơ nhẹ và thêm hồ đào vào. Bơ hồ đào được rất nhiều thương hiệu kem lớn sản xuất. Hương vị này còn có biến thể khác mang tên bơ hạnh nhân chỉ là thay thế hồ đào bằng quả hạnh nhân mà thôi.
Bơ hồ đào là loại hương vị kem phổ biến do nhiều công ty sản xuất và cũng là một trong 31 hương vị của chuỗi cửa hàng kem lạnh bán lẻ lớn nhất thế giới Baskin Robbins.

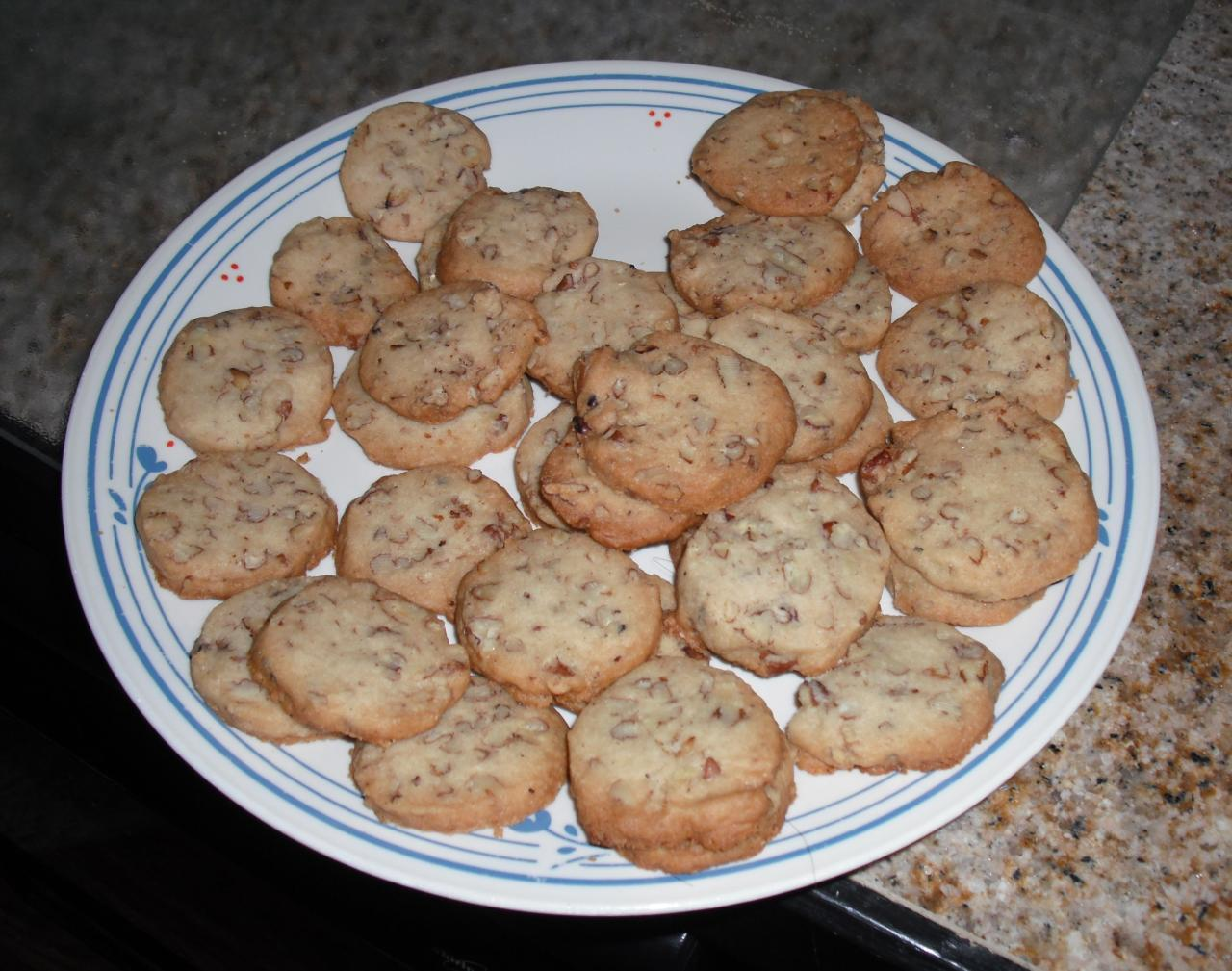
Bánh quy bơ hồ đào